# Dzień noc
Dzień noc (zapis stylizowany: dzień noc) – singel polskiego piosenkarza Piotra Odoszewskiego. Singel został wydany 2 lutego 2024.

## Geneza utworu i historia wydania
Utwór napisali i skomponowali Piotr Odoszewski, Stanisław Szulga oraz Leon Krześniak, który również odpowiadał za produkcję piosenki.
Singel ukazał się w formacie digital download 4 lutego 2024 w Polsce za pośrednictwem wytwórni płytowej Sony Music Entertainment Poland.
Piosenka została zgłoszona do polskich wewnętrznych eliminacji na 68. Konkurs Piosenki Eurowizji organizowany w Malmö. Ostatecznie zajęła 21. miejsce z dorobkiem 4 punktów.

## Teledysk
Do utworu powstał teledysk w reżyserii Daryi Zahorskayi, który udostępniono w dniu premiery singla za pośrednictwem serwisu YouTube.

## Lista utworów
- Digital download[2]

1. „dzień noc” – 2:36